# Reinhard Führer

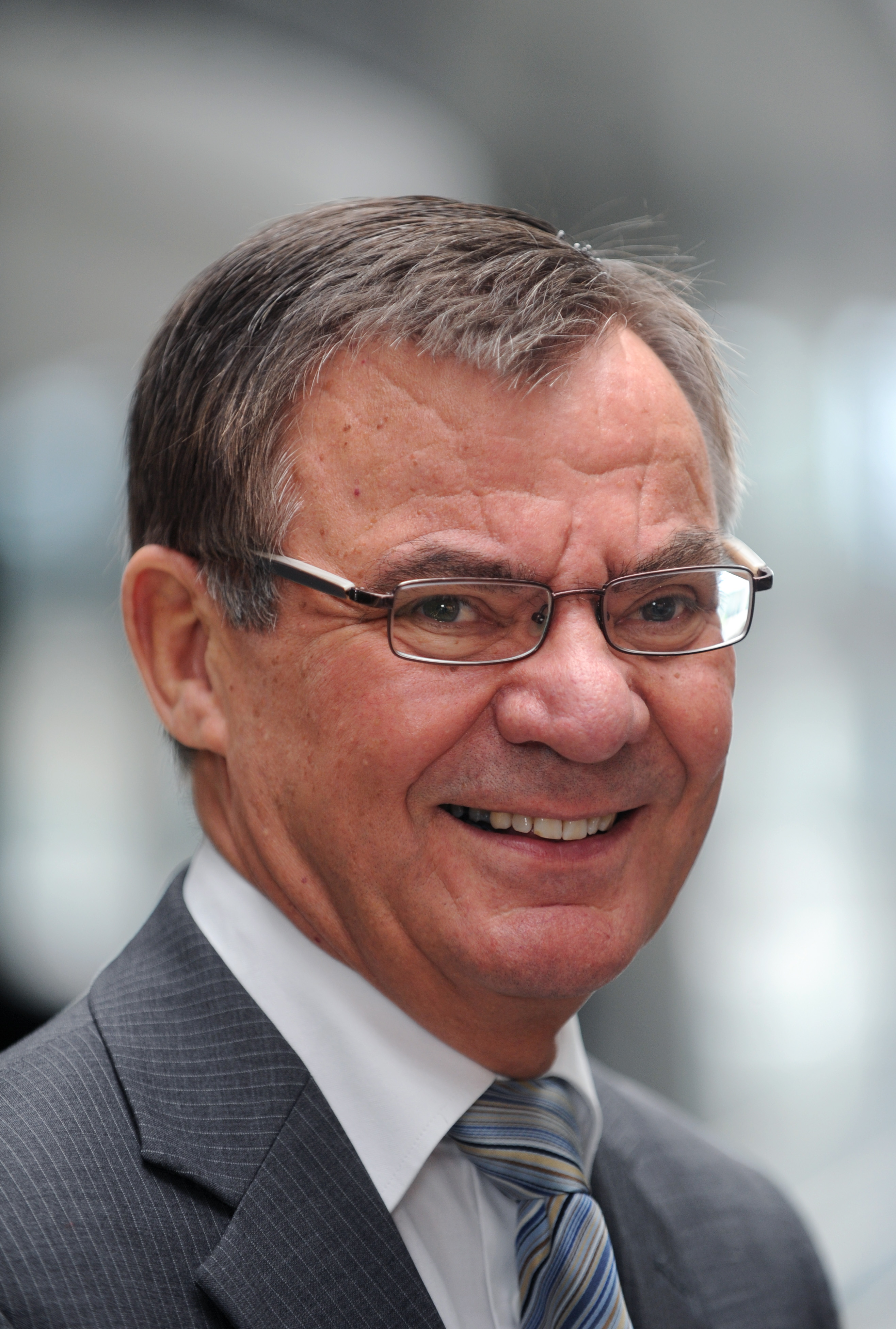
Reinhard Führer (2012)

Reinhard Führer (* 22. November 1945 in Gaweinstal, Österreich) ist ein deutscher Politiker der CDU, er war von 1999 bis 2001 Präsident des Berliner Abgeordnetenhauses und von 2002 bis 2013 Präsident des Volksbundes Deutsche Kriegsgräberfürsorge e. V.

## Leben
Führer absolvierte eine Berufsausbildung zum Mechaniker, die er 1963 erfolgreich beendete. Anschließend arbeitete er ein Jahr in diesem Beruf und war dann bis 1970 als Gruppenleiter in der Elektroindustrie tätig. Neben der beruflichen Tätigkeit besuchte er von 1964 bis 1967 eine Aufbauschule, die er mit der Fachhochschulreife abschloss. Von 1967 bis 1970 bildete er sich berufsbegleitend zum Staatlich geprüften Nachrichtentechniker weiter. 1973 schloss er eine einjährige Aufstiegsfortbildung zum Technischen Betriebswirt ab und war dann zehn Jahre lang in einem Krankenhaus und anschließend in einem Seniorenstift in Berlin tätig.
Als Mitglied der CDU (seit 1971) war er von 1975 bis 1997 Ortsverbandsvorsitzender von Buckow und danach zwei Jahre lang Kreisvorsitzender der CDU in Neukölln. 1975 wurde er erstmals in das Berliner Abgeordnetenhaus gewählt. Von 1991 bis 1999 war er dessen Vizepräsident und von 1999 bis 2001 Präsident. Nach den vorgezogenen Neuwahlen im Oktober 2001 verzichtete Führer auf sein Abgeordnetenmandat und war dann Geschäftsführer eines privaten Seniorenhauses in Tempelhof. Von 2002 bis 2013 war Führer Präsident des Volksbundes Deutsche Kriegsgräberfürsorge e. V. mit Sitz in Kassel.
Führer ist verheiratet und hat zwei Kinder.

## Mitgliedschaften
- Er ist Mitglied des Kuratoriums der Deutschen Gesellschaft.
- Er ist Vorsitzender des Freundeskreises der Bundeswehr in Berlin.

## Auszeichnungen
- 1998: Großes Goldenes Ehrenzeichen mit dem Stern für Verdienste um die Republik Österreich[4]
- 1999: Silbernes Komturkreuz mit dem Stern des Ehrenzeichens für Verdienste um das Bundesland Niederösterreich
- 2009: Bundesverdienstkreuz 1. Klasse[3]
- 2011: Käthe-Kollwitz-Medaille[3]
- 2012: Ehrenzeichen für Landesverteidigung Erster Klasse, Republik Ungarn[3]
- 2012: Dr. Friedrich Joseph Haass-Preis des Deutsch-Russischen Forums
- 2013: Goldenes Ehrenkreuz der Bundeswehr[3]
- 2015: Titel eines Ritters (Chevalier) im Ordre national du Mérite der Republik Frankreich
- 2016: Distinguished Service Award der Obermayer Foundation (German Jewish Community History Council)[5]

## Belege
1. ↑  Reinhard Führer
2. ↑  Abschied von der Politik (Memento vom 13. März 2013 im Internet Archive)
3. 1 2 3 4 5  Volksbund Deutsche Kriegsgräberfürsorge e. V. | Arbeit für den Frieden. Abgerufen am 22. Oktober 2019.
4. ↑  Aufstellung aller durch den Bundespräsidenten verliehenen Ehrenzeichen für Verdienste um die Republik Österreich ab 1952 (PDF-Datei; 6,59 MB)
5. ↑  Laudatio Obermayer Foundation 2016

| Personendaten    | Personendaten                  |
| ---------------- | ------------------------------ |
| NAME             | Führer, Reinhard               |
| KURZBESCHREIBUNG | deutscher Politiker (CDU), MdA |
| GEBURTSDATUM     | 22. November 1945              |
| GEBURTSORT       | Gaweinstal, Österreich         |